# Khaled Mouelhi
Khaled Mouelhi (ciudad de Túnez, Túnez, 13 de febrero de 1981) es un exfutbolista y entrenador de fútbol de Túnez que jugaba en la posición de centrocampista. Desde 2022 es entrenador asistente del Raja Casablanca de la Botola.

## Carrera

### Club
| Periodo   | Club          | Apariciones | Goles |
| --------- | ------------- | ----------- | ----- |
| 2001-2004 | Club Africain | 117         | 19    |
| 2005-2010 | Lillestrøm SK | 107         | 7     |
| 2011-2014 | ES Tunis      | 62          | 6     |

### Selección nacional
A nivel de selecciones menores ganó la medalla de oro en los Juegos Mediterráneos de 2001 y jugó en los Juegos Olímpicos de Atenas 2004 donde Túnez fue eliminado en la fase de grupos por el eventual campeón Argentina y Australia.
Con Túnez jugó en 15 ocasiones de 2003 a 2013 y anotó un gol el 30 de enero de 2013 en el empate 1-1 ante Togo en Nelspruit por la Copa Africana de Naciones 2013.

### Entrenador
| Periodo   | Club           |
| --------- | -------------- |
| 2016      | EO Sidi Bouzid |
| 2018-2019 | JS Kairouan    |

## Logros

### Club
- CLP-1 (3): 2011, 2012, 2014
- Copa de Noruega (1): 2007
- Copa de Túnez (1): 2011
- Liga de Campeones de la CAF (1): 2011

### Selección nacional
- Juegos Mediterráneos (1): 2001